# Cannibal Corpse (альбом)
Cannibal Corpse — дебютний демо-альбом гурту Cannibal Corpse. Виданий 1989 року. Загальна тривалість композицій становить 11:54. Альбом відносять до напрямку дез-метал.

## Список пісень
1. «A Skull Full Of Maggots» — 2:08
2. «The Undead Will Feast» — 2:57
3. «Scattered Remains, Splattered Brains» — 2:37
4. «Put Them To Death» — 1:49
5. «Bloody Chunks» — 2:21